# Saint-Laurent (Cher)
Saint-Laurent – miejscowość i gmina we Francji, w Regionie Centralnym, w departamencie Cher.
Według danych na rok 1990 gminę zamieszkiwały 354 osoby, a gęstość zaludnienia wynosiła 9 osób/km² (wśród 1842 gmin Regionu Centralnego Saint-Laurent plasuje się na 794. miejscu pod względem liczby ludności, natomiast pod względem powierzchni na miejscu 180.).